# Blackpink 2019-2020 World Tour In Your Area-Tokyo Dome-
Blackpink 2019-2020 World Tour In Your Area-Tokyo Dome- è il primo album video del girl group sudcoreano Blackpink, pubblicato il 6 maggio 2020 dalle etichette Universal Music Group e Interscope Records.

## Successo commerciale
Il disco ha raggiunto la prima posizione nella classifica dei DVD Oricon.

## Classifiche
| Classifica (2020) | Posizione massima |
| ----------------- | ----------------- |
| Giappone          | 1                 |

## Album dal vivo
La versione dal vivo dell'album è stata pubblicata il 14 maggio dello stesso anno.

### Tracce
1. Ddu-Du Ddu-Du (versione giapponese) – 3:27
2. Forever Young (versione giapponese) – 4:15
3. Stay (remix; versione giapponese) – 3:44
4. Whistle (versione giapponese) – 3:34
5. Kill This Love (versione giapponese) – 3:24
6. Don't Know What To Do (versione giapponese) – 3:23
7. Really (versione giapponese) – 3:26
8. See U Later (versione giapponese) – 3:15
9. Playing with Fire (versione giapponese) – 3:17
10. Kick it (versione giapponese) – 3:13
11. Boombayah (versione giapponese) – 4:03
12. As If It's Your Last (versione giapponese) – 3:43